# Тајна вечера (фреска)
Тајна вечера или Последња вечера (итал. Ultima Cena) једно је од најзначајнијих дела Леонарда да Винчија, а сматра је једним од највећих светских уметничких ремек-дела. Сликана техником фреске, настала је у периоду ренесансе, вероватно од 1494. до 1498. године. Неки коментатори сматрају да је то кључно за инаугурацију транзиције у оно што се данас назива висока ренесанса.
Вероватно 1494. године Леонардо да Винчи добија задатак да направи слику Тајна вечера у доминиканској цркви Санта Марија де ла Грације. Ту је цркву Војвода од Милана себи изабрао као породичну капелу и маузолеј, а 1492. године Браманте ју је делимично реновирао. Слика је требало да украшава северни зид цркве.
Интересантно је да на овој слици Тајне вечере, Јуда седи на истој страни стола са свим осталима, исто као и Исус Христос и апостоли, за разлику од традиционалног приказивања када седи на њима супротној страни.
Слика је преживела бомбашки напад савезника 1943; међутим влажни зидови унутар цркве, убрзо су узроковали константно погоршавање стања целе слике.
Комплексни и радикални поступак рестаурације је довршен у другој половини 1990-их, тако да је дело од тада опет доступно јавности.

## Физичке карактеристике
Димензије овог дела су 8,8 x 4,6 m. Насликана је снажним слојем темпере од јаја на сувој подлози. Испод главног слоја слике, лежи груба композициона структура која је направљена црвеном бојом, уобичајено за оно време, како су се тада стварале картонске скице и други помоћни нацрти.

## Анализа уметничког дела
Слика је позиционирана у задњи део једноставне велике просторије, а њена композиција сведочи о њеној великој духовној снази. Посматрачу фреска делује као изрез у зиду, који омогућује присуствовању великом историјском догађају. У позадини се виде прозори кроз које се назире пејзаж. Читава композиција је испуњена фигурама, али је истовремено уравнотежена. Фреска је ухватила моменат када Исус казује „Један од вас ће ме издати.“ Многи историчари уметности сматрају да се на композицију може гледати као на иконографску интерпретацију еухаристије јер Исус показује на хлеб и вино, док други суде да слика представља само објављивање издаје.
Перспектива „Тајне вечере“ има зорни угао у висини од 6 m. Међутим, то се данас не може са тачношћу утврдити јер је под био за више од једног метар повишен. Данас тачно одговара погледу човека који стоји на другом, наспрамном спрату куће, у раздаљини од око осам до десет метара од зида.

## Анатомско-физиогноматски елеменат
Сваки од апостола је на фрески приказан у пози која карактерише његов карактер. Преиспитивањем детаља уочава се енормни труд који је сликар улагао у „Тајну вечеру“. Може се тврдити да је дело симбиоза трију елемената које је Леонардо разликовао приликом стварања, и то традицију, верност као елеменат који га разликује од многих других сликара- анатомско-физиогномски приступ. Да би овај аспект нагласио што најверније и најреалистичније он је студирао позе, изразе лица ликова и физиогномију многих својих савременика које је насликао. То доказују слова самог мајстора „Поставе су изведене на основу стварних људи од двора и на основу становника Милана из тога доба.“
Леонардо је схватио сликање ликова на „Тајној вечери“ као део својих анатомских истраживања и изучавања. Године које су претходиле је провео студирајући анатомије људске фигуре. Из доба око 1489. године потиче бројна студија која је посвећена анатомији људске лобање које се налазе данас у Краљевској библиотеци у Виндсору. Једна од првих и најупечетљивијих студија за ово дело се налази у Бечу у „Graphische Samlung Albertina“ и потиче из 1490. године.